# Analytique
Die Analytique (frz.: Analyse) im Bereich von Architektur und Grafikdesign ist eine Darstellungsweise für Entwürfe und Bauwerke, die an den französischen École des Beaux-Arts gelehrt wurde.
Die Darstellungsweise der Analytique ist keine exakt bemaßte Bauzeichnung, sondern eine Architekturzeichnung, die das Konzept, die Konstruktion und die baukünstlerische Intention des Architekten darstellt. 
Weiterhin dient sie zur Analyse eines Entwurfes durch grafische Darstellung.
Mehrere Zeichnungen (Grundrisse, Schnitte, Ansichten und Detailzeichnungen) werden auf einem Plan angeordnet. Oft werden verschiedene Maßstäbe kombiniert. Nicht selten überlappen sich die Zeichnungen (zum Beispiel die Grundrisse mehrerer Geschosse).
Herkömmliche Analytiques enthalten in der Regel einen Grundriss, einen Schnitt durch das Gebäude, eine Fassadenansicht, ein Detail und eine Perspektive oder Isometrie.